# 조양루
조양루(朝陽樓)는 대한민국 강원특별자치도 춘천시 중앙로1가 강원특별자치도청 앞에 있는 건축물이다. 1971년 12월 16일 강원특별자치도의 유형문화재 제2호로 지정되었다. 원래 우두산에 있었으나 2011년부터 문화재 제자리찾기의 일환으로 이전복원이 추진되어 2013년 현 위치로 제자리를 찾게 되었다.
이 건물은 조선 인조 24년(1646년) 춘천부사 엄황(嚴愰)이 건립했던 문소각(聞韶閣)의 문루(門樓)였다. 그 후 문소각은 1916년 화재로 불타버렸으나 조양루는 순종 2년(1908년)에 지금의 장소인 우두산으로 이전되어 화재를 피할 수 있었다. 문루는 성문 또는 지방관청의 외부 울타리에 출입자를 통제하고자 세운 건물이다. 팔작지붕 익공계 양식을 가진 겹처마 중층건물(門樓)로, 아래 칸은 출입용이며 위층은 감시와 통제의 기능을 수행하는 공간이다.

## 개요
조양루는 춘천관아 건물인 문소각(聞韶閣)을 신축할 때 함께 건립되었다. 고종 27년인 1890년 춘천관아에 이궁(離宮)을 설치할 때 개축(改築)되어 문루(門樓)로 사용되었다.
1908년 우두산으로 이전 되었고, 한국전쟁으로 일부가 파손되어 1969년 크게 수리하였다. 2013년 4월 이 자리에 이전을 완료하였다. 현판은 1818~1819년 춘천부사로 재임한 조선후기 명필 자하(紫霞) 신위(申緯)가 쓴 해서천자문의 글씨를 집자(集字)하여 복각하였다.
정면 3칸, 측면 2칸 규모의 팔작지붕으로 누각 아래에 삼문을 낸 전형적인 문루의 모습을 갖추고 있다. 앞뒤 8개의 원형기둥과 양 측면 중앙 원형기둥 2개를 사각형의 긴 주춧돌 위에 세웠다. 뒷면 좌측에 누각 위로 올라갈 수 있는 계단을 두었다.

## 참고 자료
- 조양루 - 국가유산청 국가유산포털
- 이 문서에는 다음커뮤니케이션(현 카카오)에서 GFDL 또는 CC-SA 라이선스로 배포한 글로벌 세계대백과사전의 내용을 기초로 작성된 글이 포함되어 있습니다.